# Maram Susli
 Maram Susli (en árabe: مرام سوسلي ; nacida en 1987), también conocida como Mimi al-Laham, PartisanGirl, Syrian Girl y Syrian Sister,  es una comentarista política, personalidad de los medios y teórica de la conspiración sirio-australiana  que prepara vídeos sobre la guerra civil siria, la política exterior de los Estados Unidos en Oriente Medio y Gamergate. Ha defendido al antiguo gobierno sirio de Bashar al-Assad, y ha criticado a los rebeldes sirios como al ISIS.

## Biografía

### Primeros años
Susli nació en Damasco, Siria; su familia se mudó a Australia cuando ella era niña. Ella estudió química en la Universidad de Australia Occidental y tiene una licenciatura en biofísica y química.

### Carrera
Su canal de YouTube tuvo más de 30.000 suscriptores y cerca de 2,5 millones de visitas en 2014.
Ha colaborado con New Eastern Outlook,  página que difunde desinformación y propaganda pseudoacadémica, acusada de tener lazos con el Servicio de Inteligencia Exterior de Rusia,  así como con el sitio web de conspiración InfoWars,  y los medios estatales rusos e iraníes RT y Press TV. Ocasionalmente contribuyó con Al Mayadeen, un medio de comunicación afín a Hezbolá. Fue entrevistada por el neonazi Richard Spencer. 

## Opiniones
En 2012, Susli comenzó a escribir y hablar sobre la guerra civil siria. Susli dijo que se pronuncia contra los rebeldes sirios, el Estado Islámico y Estados Unidos después de sentirse consternada al ver su país destruido. Uno de sus vídeos en YouTube, "Si Siria desarma las armas químicas, perderemos la guerra", fue visto 44.720 veces hasta octubre de 2014.
En una entrevista de 2013 en RT con Abby Martin, Susli dijo que sería un "grave error" que Assad renunciara a las armas químicas.
En 2017, junto con Theodore Postol, Susli rechazó las afirmaciones de que el gobierno sirio utilizó armas químicas en Khan Shaykhun.En un video de YouTube, hizo referencia a la evidencia publicada por Postol, sugiriendo que el ataque químico de Khan Shaykhun, que supuestamente mató a 74 personas, no fue obra del gobierno sirio.En un artículo para InfoWars, Susli dijo que los miembros de la Defensa Civil Siria habían sido responsables del ataque.Cheryl Rofer, una experta en armas químicas consultada por Bellingcat, dijo que la confianza de Postol en Susli para obtener asesoramiento químico tenía graves fallas.
En 2024, luego de la caída del gobierno de Bashar al-Ásad, Susli a través de su cuenta social en Twitter, indicó que la historia iba a recordar a la revolución siria "como una invasión conjunta entre Estados Unidos, Israel y Turquía".
Susli estuvo entre quienes acusaron falsamente a un estudiante de 20 años de la Universidad de Tecnología de Sydney con apellido judío de llevar a cabo apuñalamientos en Bondi Juction.

### Teorías conspirativas
Según Susli, el Nuevo Orden Mundial se oponía al régimen de Assad.Ella dijo que los masones y los Illuminati colaboraban con los gobiernos de Estados Unidos e Israel, así como con la OTAN, en eventos internacionales; que Al Qaeda e ISIS son una organización fachada de la Agencia Central de Inteligencia (CIA); que el 11 de septiembre fue un trabajo interno; que el ébola posiblemente sea parte del programa de armas biológicas de los Estados Unidos; y que el Departamento de Defensa de los Estados Unidos manipuló secretamente Gamergate.   En un video, dijo que grupos como el Nuevo Orden Mundial tienen en la mira a Siria porque no permite cultivos genéticamente modificados y carece de "un banco central manejado por la familia Rothschild".
Susli también ha cuestionado el número de judíos asesinados en el Holocausto, afirmando que hay "historiadores de ambos lados" a los que se les podría preguntar sobre "detalles, números, eventos y cosas así".